# SPACE DOG!RECORD
SPACE DOG!RECORD（スペースドッグレコード）はインディーズ専門CD店であり、CDの制作、販売、喫茶営業をしているショップである。

## 概要
- "世界と神戸を音楽で繋げる"をコンセプトに2013年9月17日に株式会社スペースドッグ創業。インディーズ専門CDショップとして、CDの制作、販売、喫茶営業をしている。
- 海外のミュージシャンを神戸に呼び寄せたり、日本のミュージシャンを海外に送り込むなどの活動をしている。

## 活動
- 2013年 - グレン・マトロックの来日LIVEを企画。
- 2014年10月11日 - ドミニク・ミラーの来日LIVEを企画。